# Grete Wilde
Grete Wilde (* 12. Mai 1904 in Berlin; † um 1943 in der Sowjetunion) war eine deutsche Kommunistin, die Opfer der Stalinschen Säuberungen wurde.
1921 wurde Wilde Mitglied der KPD, im Herbst 1923 Vorsitzende des Kommunistischen Jugendverbands in Berlin-Brandenburg. 1927 reiste sie in die Sowjetunion, bis 1930 war sie Kursantin an der Internationalen Leninschule in Moskau, danach Instrukteurin der Kaderabteilung der Kommunistischen Internationale (KI). Im Auftrag von Wilhelm Knorin wirkte sie 1931 als Instrukteurin beim Zentralkomitee der KP Österreichs in Wien, später mit der gleichen Aufgabe in der Türkei. In Ankara freundete sie sich mit dem bekannten Dichter Nâzım Hikmet und dessen Sohn an. Sie wurde verhaftet und im Dezember 1932 wegen »kommunistischer Umtriebe« zu einer vierjährigen Zuchthausstrafe verurteilt.
Nach einer Amnestie konnte sie in die Sowjetunion zurückkehren. Unter dem Parteinamen Erna Mertens arbeitete sie ab 1935 in der Kaderabteilung der KI. In Moskau lebte sie mit dem türkischen Vertreter beim  Exekutivkomitee der KI (EKKI) Resat Fuat Baraner (1900–1968) zusammen, der gemeinsame Sohn Klaus wurde am 19. Juli 1935 in Moskau geboren.

Grete Wilde und Georg Brückmann (ebenfalls ein Referent in der Kaderabteilung) waren eng in die stalinistischen Parteisäuberungen verstrickt.  
«Betr. Bertold Brecht. Derselbe ist Redaktionsmitglied der Zeitschrift das ‹Wort›, die in Moskau erscheint. Berthold Brecht befindet sich im Ausland, Dänemark. Wie uns mitgeteilt wird, wohnte im Jahre 1934, in der Wohnung von Berthold Brecht der aus der K. P. D. 1926 ausgeschlossene Trotzkist Professor Korsch. Die Frau Berthold Brechts soll mit den Kopenhagener Trotzkisten in enger Verbindung stehen. Wie wir erfuhren, will Berthold Brecht im Oktober in die S. U. kommen in Verbindung mit der Zeitschrift ‹Das Wort›. Wenn seine Frau mitkommt, besteht die Möglichkeit, dass sie Aufträge der Trotzkisten besitzt. Berthold Brecht ist nicht Mitglied der K. P. D., sondern sympathisierender Schriftsteller.»
Wilde geriet im Sommer 1937 selbst in die Säuberungen. Sie wurde beschuldigt der »Teilnahme am Fraktionskampf der Ruth-Fischer-Maslow-Gruppe gegen die Parteiführung der KPD im Jahre 1923, Verbindung mit partei- und sowjetfeindlichen Elementen wie Schatzkin, Lominadse, Vujovic, prinzipienloser Kampf gegen die Leitung der Leninschule im Jahre 1928, Führung eines Gruppenkampfes gegen die Parteiführung der KPÖ im Jahre 1931 und Belastung eines türkischen Parteigenossen vor der türkischen Polizei.«
Am 5. Oktober 1937 wurde sie vom NKWD in Moskau verhaftet und von einem Sondertribunal »wegen Mitgliedschaft in der rechtstrotzkistischen Antikominternorganisation im EKKI-Apparat« zu acht Jahren Lagerhaft verurteilt. Sie wurde in den Gulag nach Karaganda deportiert, dort ist sie wahrscheinlich 1943/44 ums Leben gekommen.